# Nadja Küchenmeister
Nadja Küchenmeister (* 18. April 1981 in Ost-Berlin) ist eine deutsche Lyrikerin und Schriftstellerin.

## Leben und Werk
Küchenmeister wuchs in Berlin auf und lebt dort noch heute. Sie studierte Germanistik und Soziologie an der Technischen Universität Berlin sowie am Deutschen Literaturinstitut in Leipzig. Sie veröffentlichte Gedichte und Prosa in zahlreichen Zeitschriften und Anthologien, lehrte u. a. am Deutschen Literaturinstitut Leipzig und arbeitet für den Rundfunk, für den sie auch Hörspiele und Radiofeatures schreibt. AB 2018 war sie sechs Jahre lang künstlerisch-wissenschaftliche Mitarbeiterin an der Kunsthochschule für Medien Köln und unterrichtete dort Literarisches Schreiben.
Ihr erster Gedichtband Alle Lichter, der 2010 bei Schöffling & Co. erschien, wurde im Juni desselben Jahres von der Darmstädter Jury zum „Buch des Monats“ gewählt. 2014 erschien ihr zweiter Gedichtband Unter dem Wacholder, 2020 ihr dritter Gedichtband Im Glasberg. 2022 war sie gemeinsam mit Matthias Kniep Herausgeber des Jahrbuch der Lyrik. Im Frühjahr 2025 kam ihr Langgedicht-Buch Der Große Wagen heraus.

## Rezeption
Nadja Küchenmeisters Der Große Wagen stand auf Platz 1 der SWR Bestenliste Mai 2025. Für den Band und ihr Gesamtwerk wurde Nadja Küchenmeister mit dem Bettina-Brentano-Preis für Gegenwartslyrik ausgezeichnet.
Die Jurybegründung:
"Nadja Küchenmeister erweist sich mit ihrem vierten Band Der Große Wagen als Dichterin, deren federleichte, zugleich majestätische sprachliche Eleganz auf eindrücklichster Könnerschaft gründet. Darin entspannt sich ein dichtes Gewebe im Spannungsfeld lyrischer Tradition und ganz und gar eigener poetischer Gegenwart."

## Publikationen

### Einzeltitel
- 2009: Nachbild. Sonderdruck. 9 Gedichte. SchwarzHandPresse, Flaach, Schweiz, ISBN 978-3-905659-18-4.
- 2010: Alle Lichter. Gedichte. Schöffling & Co., Frankfurt am Main, ISBN 978-3-89561-225-1.
- 2014: Unter dem Wacholder. Gedichte. Schöffling & Co., Frankfurt am Main, ISBN 978-3-89561-226-8.
- 2020: Im Glasberg. Gedichte. Schöffling & Co., Frankfurt am Main, ISBN 978-3-89561-227-5.
- 2025: Der Große Wagen. Gedicht. Schöffling & Co., Frankfurt am Main, ISBN 978-3-89561-413-2.

### Anthologien und Literaturzeitschriften (Auswahl)
- Anthologien: Jahrbuch der Lyrik, Lyrik von Jetzt. zwei, Frankfurter Anthologie.
- Literaturzeitschriften: Akzente, Text+Kritik, Neue Rundschau, BELLA triste, manuskripte.

### Rundfunkarbeiten
- Drehpunkt (Hörspiel), Ursendung 2009, SWR2.
- Brillanz ist gar nichts. Schriftsteller und ihre Krisen (Feature, gemeinsam mit Norbert Hummelt), Ursendung 2013, WDR 3.
- Sprich mir nach (Hörspiel, gemeinsam mit Norbert Hummelt), Ursendung 2014, SWR2.
- Der Schriftsteller ohne Ort (Feature), Ursendung 2017, Deutschlandfunk Kultur.
- „Alles, was ich schreibe, war einmal wirkliches Leben“ (Feature), Ursendung 2018, Deutschlandfunk Kultur.
- Wohin mit dem Elend, wohin mit dem Leid? Krieg und Literatur (Feature), Ursendung 2019, NDR Kultur.
- Die Wirklichkeit macht immer mit. Ein Besuch bei dem Schriftsteller Jürgen Becker (Feature), Ursendung 2022, Deutschlandfunk Kultur.
- Und was verdient man da so? Schriftsteller und Geld (Feature), Ursendung 2022, Deutschlandfunk Kultur.
- Poetischer Störfaktor. Die Zukunft der Lyrikkritik (Feature), Ursendung 2023, Deutschlandfunk Kultur.

## Auszeichnungen
- 2007: Berliner Senatsstipendium
- 2009: Förderstipendium der Kulturstiftung Sachsen
- 2010: Hermann-Lenz-Stipendium
- 2010: Kunstpreis Literatur der Land Brandenburg Lotto GmbH[7]
- 2010: Mondseer Lyrikpreis
- 2012: Arbeitsstipendium der Stiftung Preußische Seehandlung
- 2012: Ulla-Hahn-Autorenpreis der Stadt Monheim am Rhein[8]
- 2012: Literaturpreis der Stahlstiftung Eisenhüttenstadt
- 2014: Rainer-Malkowski-Stipendium
- 2014: Horst Bingel-Preis für Literatur
- 2015: Förderpreis Bremer Literaturpreis
- 2016: Aufenthaltsstipendium im Internationalen Künstlerhaus Villa Concordia in Bamberg[9]
- 2022: Basler Lyrikpreis

- 2025: Bettina-Brentano-Preis für Gegenwartslyrik[10]